# Richard Wilson (Physiker)
Richard Wilson (* 29. April 1926 in Putney, London; † 19. Mai 2018 in Needham, Massachusetts) war ein britisch-amerikanischer Physiker.

## Laufbahn
Wilson studierte am Christ Church College der Universität Oxford, wo er 1946 den Bachelor-Abschluss erwarb und sein Studium 1949 mit Master-Grad und Promotion abschloss. Von 1948 bis 1953 war er Research Lecturer in Physik am Christ Church College. 1950/51 war er an der University of Rochester, 1951/52 an der Stanford University (bei Wolfgang Panofsky) und 1953 bis 1955 wieder in Oxford am Clarendon Laboratory. 1955 wurde er Assistant Professor und 1961 Professor an der Harvard University, an der er zuletzt Mallinckrodt Professor für Physik war (seit 1999 emeritiert).
1961 war er als Guggenheim Fellow an der Universität Paris-Süd in Orsay und 1969 als Fulbright Fellow am Laboratori Nationali di Frascati bei Rom. 1981 war er Gastprofessor in Universität Grenoble.

## Forschung
Er befasste sich mit experimenteller Kern- und Teilchenphysik, insbesondere mit dem Nukleon (zum Beispiel dessen Formfaktoren bei Lepton-Nukleon-Streuexperimenten), wobei er zunächst das Zyklotron des Atomic Energy Research Establishment in Harwell benutzte und dann das der Harvard University, das er für die Untersuchung von Nukleon-Nukleon-Streuung aufrüstete (auf 160 MeV). Er war 1962 bis 1968 Vorsitzender des Management Komitees des Cambridge Electron Accelerator (CEA), ein 6 GeV Synchrotron, das Nukleonen mit Elektronenstreuung untersuchte und das er mitentwickelte. Ab 1972 war er auch an Experimenten zur Myon-Streuung an Nukleonen am Fermilab (E98, E665) beteiligt. Außerdem war er an Experimenten am CEBAF (Jefferson National Laboratory) beteiligt, zur Klärung der Paritätsverletzung bei Elektron-Proton-Streuung und Streuung polarisierter Elektronen an Protonen (Formfaktor für Strange-Quarks im Nukleon). Er unterstützte auch früh Elektron-Positron-Beschleuniger (Vorschläge 1956, 1962), an denen er in Frascati und an der Cornell University (CLEO Collaboration) arbeitete. Nachdem das Harvard-Zyklotron für die Teilchenphysik-Forschung obsolet war, half er dabei, es für die Krebsbehandlung umzurüsten.
Ab den 1970er-Jahren wandte er sich nuklearen Risiken zu und galt als Experte für Reaktorsicherheit und allgemein für Risikoanalyse, wobei er auch in der Öffentlichkeit bekannt wurde. Das betraf nicht nur Kernenergie, sondern auch zum Beispiel Karzinogene. Er war der erste US-amerikanische Wissenschaftler, der Tschernobyl nach dem dortigem Reaktorunfall besuchte und Messungen anstellte (begleitet von einem Fernseh-Team von PBS). Er setzte sich für Arsen-freies Trinkwasser ein, zum Beispiel in einem Projekt in Bangladesh. Er gehörte zu den frühen Unterstützern von Andrei Sacharow und anderer sowjetischer Dissidenten.
Von ihm stammen rund 940 Veröffentlichungen.

## Ehrungen
Wislon war seit 1962 Fellow der American Physical Society. 1987 wurde er von der sowjetischen Regierung für seinen Einsatz beim Tschernobyl-Unfall mit einer Medaille als „Chernobyl Liquidator“ ausgezeichnet. 1993 erhielt er einen Distinguished Achievement Award der Society for Risk Analysis. 2006 wurde ihm der Ettore Majorana Prize – Erice – Science for Peace verliehen und 2008 eine Presidential Citation der American Nuclear Society.
2012 erhielt er den Andrei Sakharov Prize für Engagement für Menschenrechte.
Er war seit 1958 Mitglied der American Academy of Arts and Sciences.

## Schriften (Auswahl)
- The nucleon-nucleon interaction: experimental and phenomenological aspects, Interscience 1963
- Herausgeber mit Fernando Amman: Energy Demand and Efficient Use, Springer 1981
- mit W. Jones: Energy, Ecology and the Environment, Academic Press, 1974
- mit Edmond A. C. Crouch: Risk/Benefit Analysis, Ballinger 1982, 2. Auflage Harvard University Press 2001
- A Brief History of the Harvard Cyclotrons, Harvard University Press 2004